# Entwendung und Absturz einer De Havilland DHC-8-400 der Horizon Air
Die Entwendung und den Absturz einer De Havilland DHC-8-400 mit dem Luftfahrzeugkennzeichen N449QX der Horizon Air am 10. August 2018 verursachte Richard Russell, ein Abfertiger der Horizon Air. Er startete am Flughafen Seattle-Tacoma ohne Fluglizenz oder entsprechende Erlaubnis und flog mit dem entwendeten Flugzeug innerhalb von 70 Minuten mehrere Kunstflugmanöver. Schon nach wenigen Minuten hatten F-15-Kampfflugzeuge die Verfolgung mit dem Auftrag aufgenommen, die Maschine auf das offene Meer abzudrängen. Das Flugzeug stürzte auf Ketron Island, einer schwach besiedelten Insel im Puget Sound ab, wobei Russell ums Leben kam. Am 13. August 2018 wurde der Flugschreiber vom FBI geborgen.
Der 29-Jährige wurde vom Sheriff des zuständigen Pierce County als „suizidal“ beschrieben. Im Gespräch mit dem Fluglotsen hatte er psychische Probleme angedeutet und betont, niemanden verletzen zu wollen.
Die Ermittlungen des FBI führten im November 2018 zu dem Ergebnis, dass die Maschine in der letzten Flugphase absichtlich zu Boden gelenkt wurde. Nach Angaben des FBI handelte Russell alleine und ohne terroristischen Hintergrund, es handelte sich somit um einen Pilotensuizid.